# Rascasse rouge
Pour les articles homonymes, voir Rascasse, Scorpaena et Chapon (homonymie).
Scorpaena scrofa
Espèce
La Rascasse rouge (Scorpaena scrofa, grand poisson scorpion  rouge) ou chapon est une espèce de poissons marins de la famille des rascasses (scorpénidés). Variante des petites rascasses rouges (Scorpaena notata) et rascasses brunes (Scorpaena porcus).

## Description
Cette espèce se trouve en mer Méditerranée, en mer Rouge, et également dans l'océan Atlantique (des îles Britanniques au Sénégal et aux Açores). Sa coloration varie du rouge foncé au rose pâle, parfois au jaune-rouge, avec des taches de couleur foncées sur son corps. Sa taille courante est de 30 cm, pour 1,5 à 2 kg. Des spécimens plus âgés peuvent atteindre 60 cm de long, et peser jusqu'à 4.2kg . 

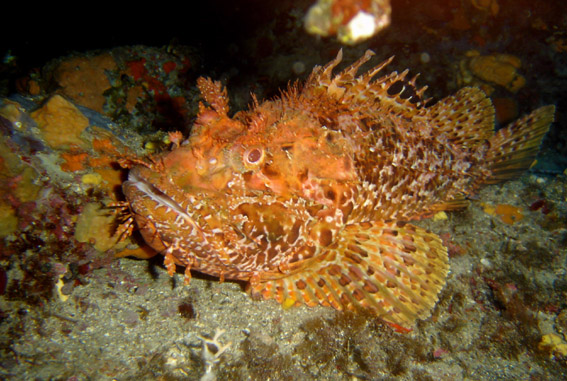
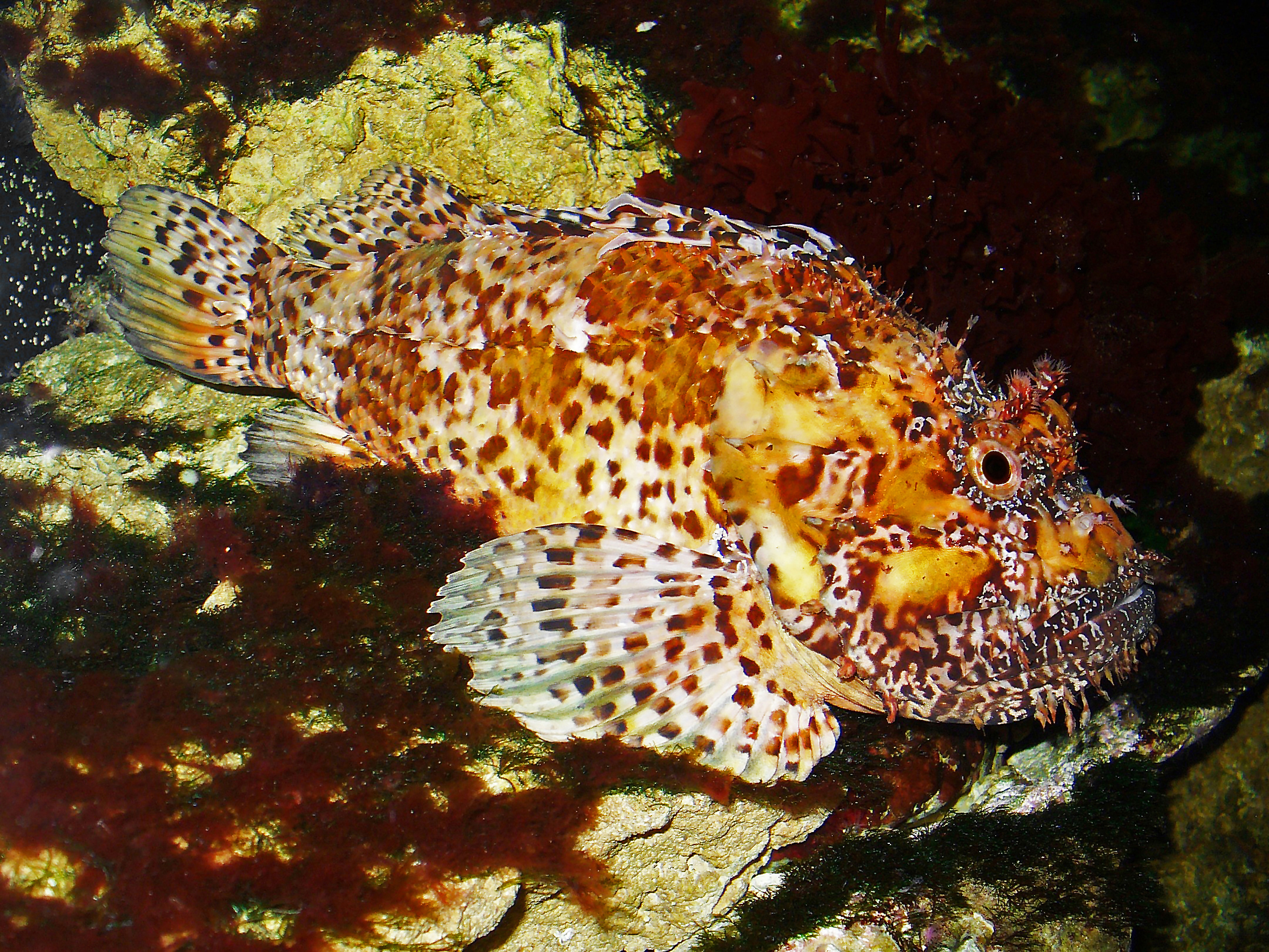
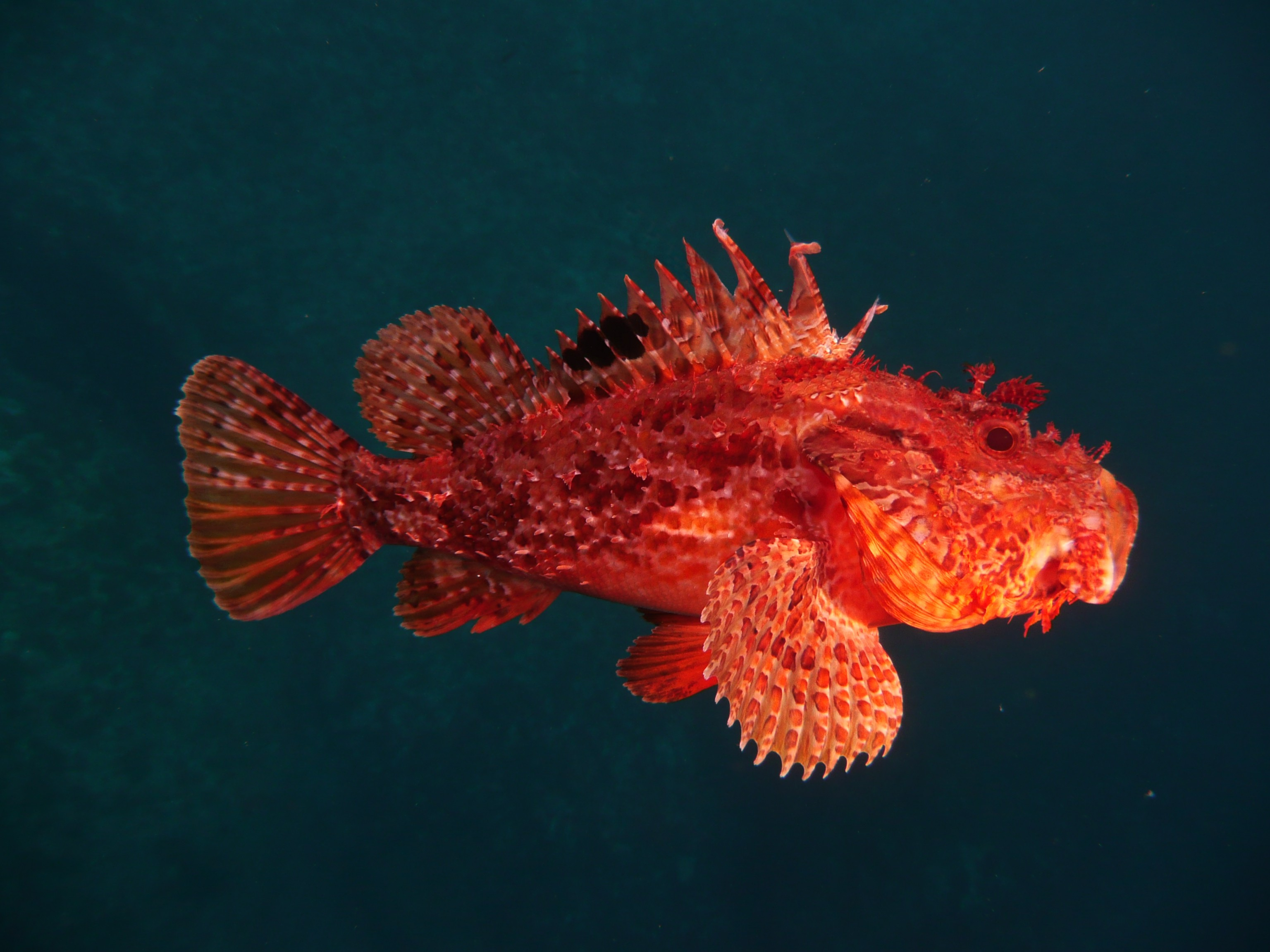

Ce sont des poissons aux épines venimeuses, avec une nageoire dorsale de 12 épines et 9 rayons et une nageoire anale de 3 épines et 5 rayons, reliées à des glandes à venin qui peuvent provoquer des piqûres très douloureuses, une inflammation, de la fièvre, et parfois pour dans cas sévères rares, des vertiges, une perte de conscience, et une hypotension. Si elle se sent en danger, elle lève lentement les épines de sa colonne vertébrale en signe d'avertissement, puis s'enfuit d'un coup de queue.

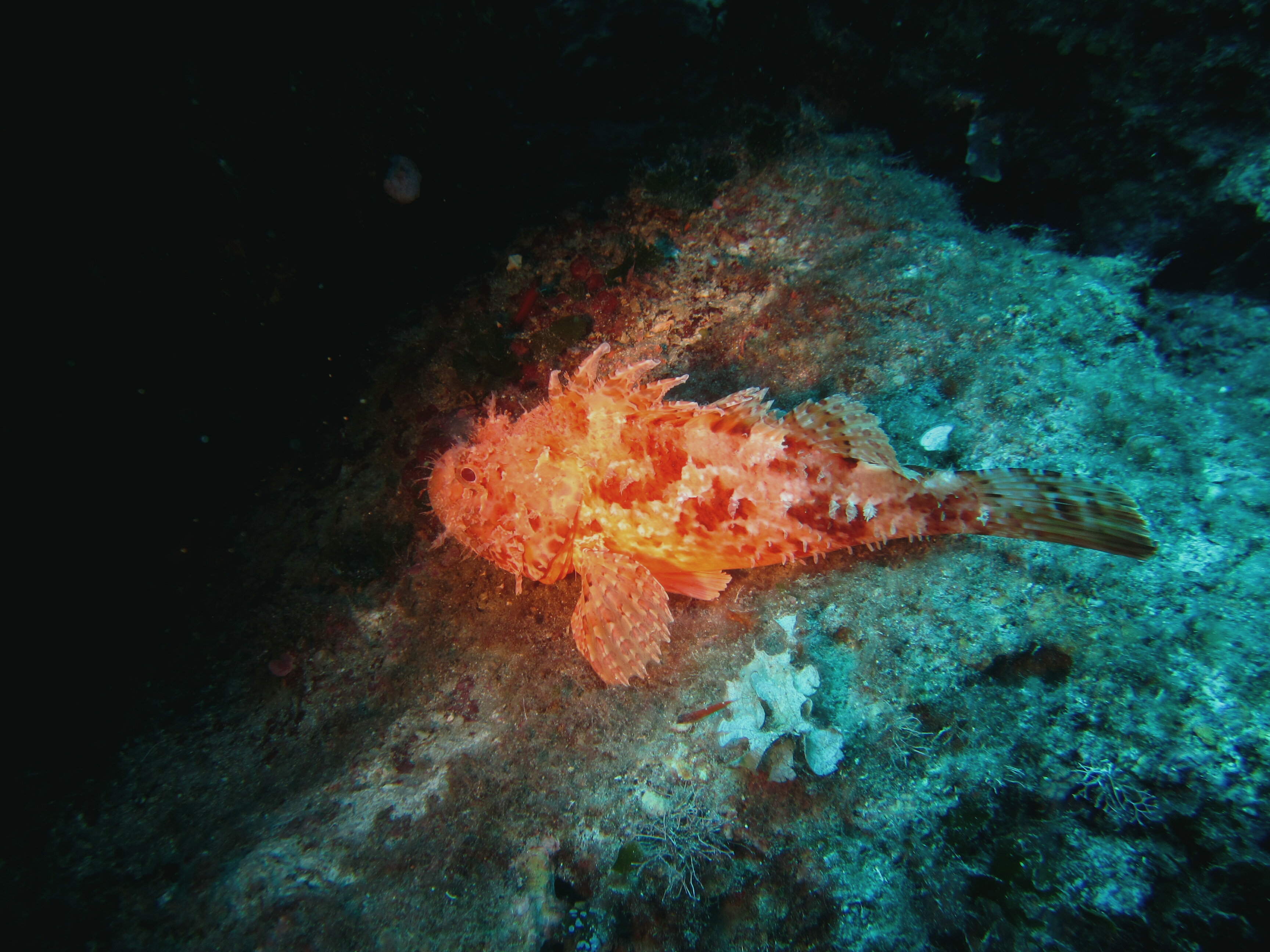
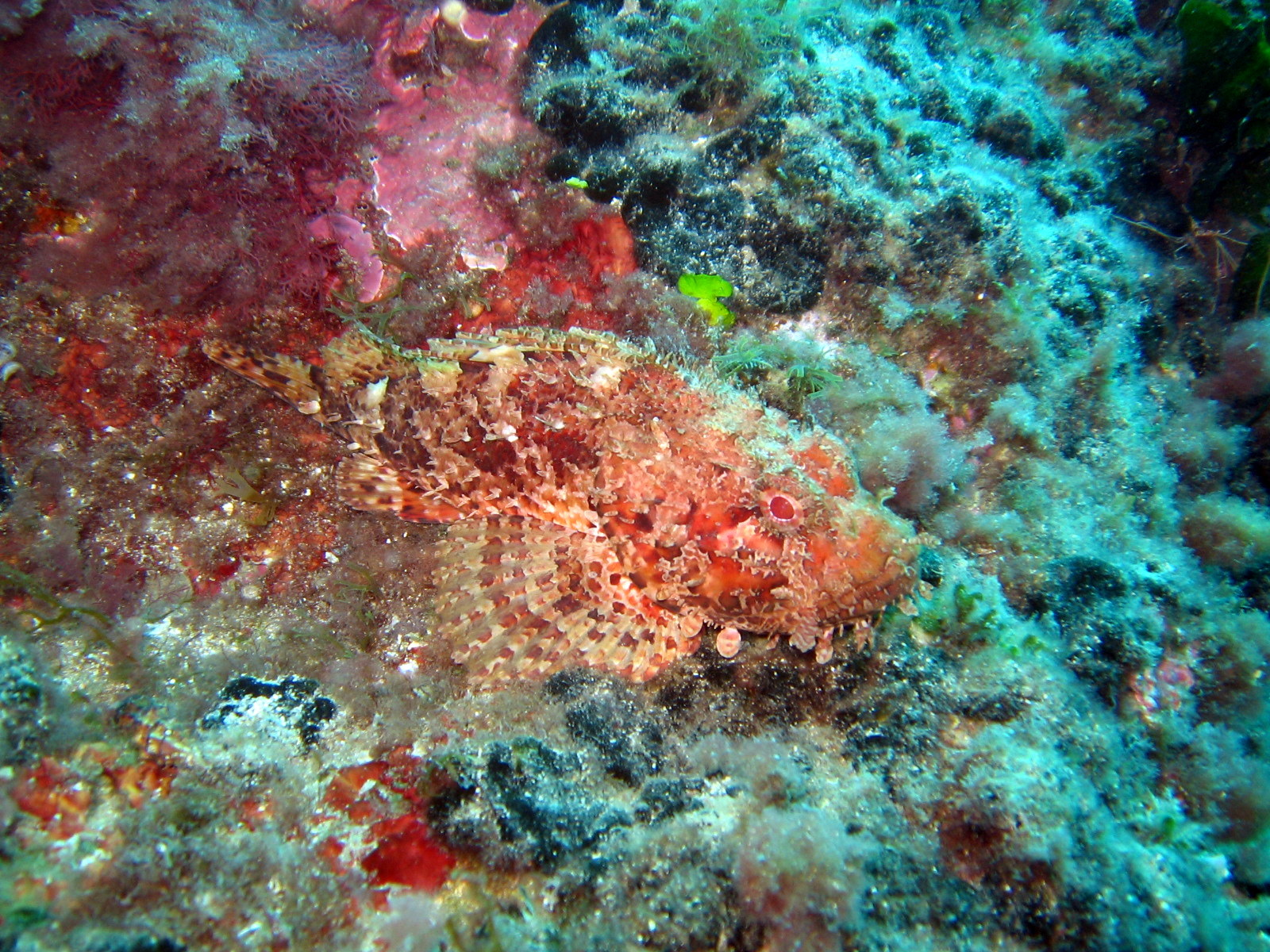
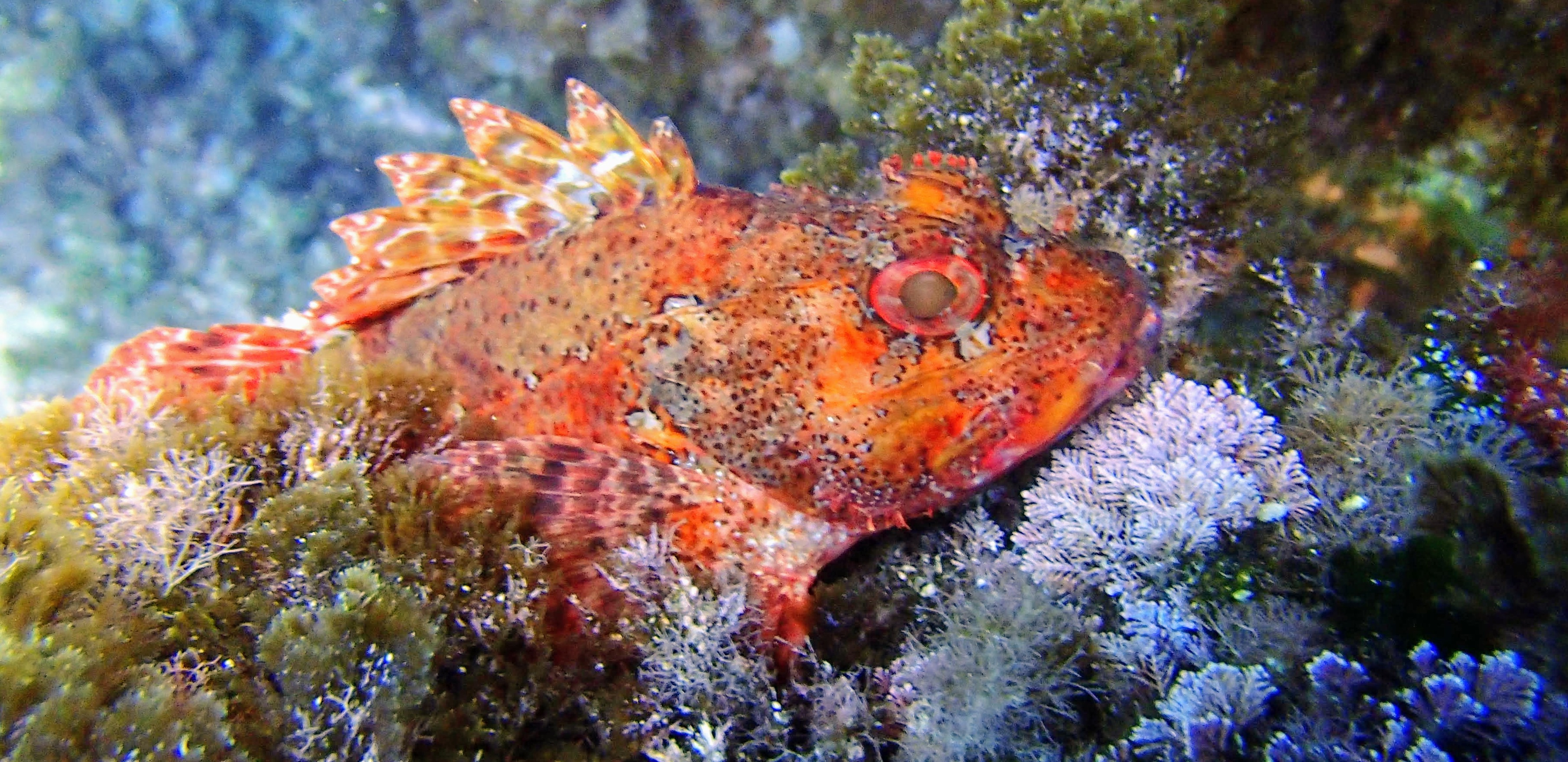

C'est un poisson sédentaire, non migrateur, solitaire, qui bouge peu. Ce poisson de fond (ou poisson de roche) vit sur le sable, la vase ou les rochers, entre 20 et 500 m de profondeur (généralement jusqu'à 150 m, bien qu'il soit possible de les trouver à moitié enfouis dans le sable avec peu d'eau). Il est prédateur et se nourrit d'autres poissons, ainsi que de crustacés et de mollusques. Pendant la journée, il se cache et dort dans les tanières, crevasses rocheuses, et dans les grottes. La nuit, il part à la chasse, en passant le plus clair de son temps immobile en un point surélevé du fond marin, camouflé par mimétisme avec des écailles recouvertes d'algues, attendant qu'une proie passe devant lui. Sa technique de capture est très rapide et efficace, avec un bond soudain en avant, combiné à la projection en avant de sa grande mâchoire protractile dans un mouvement qui ne laisse pas échapper sa proie.

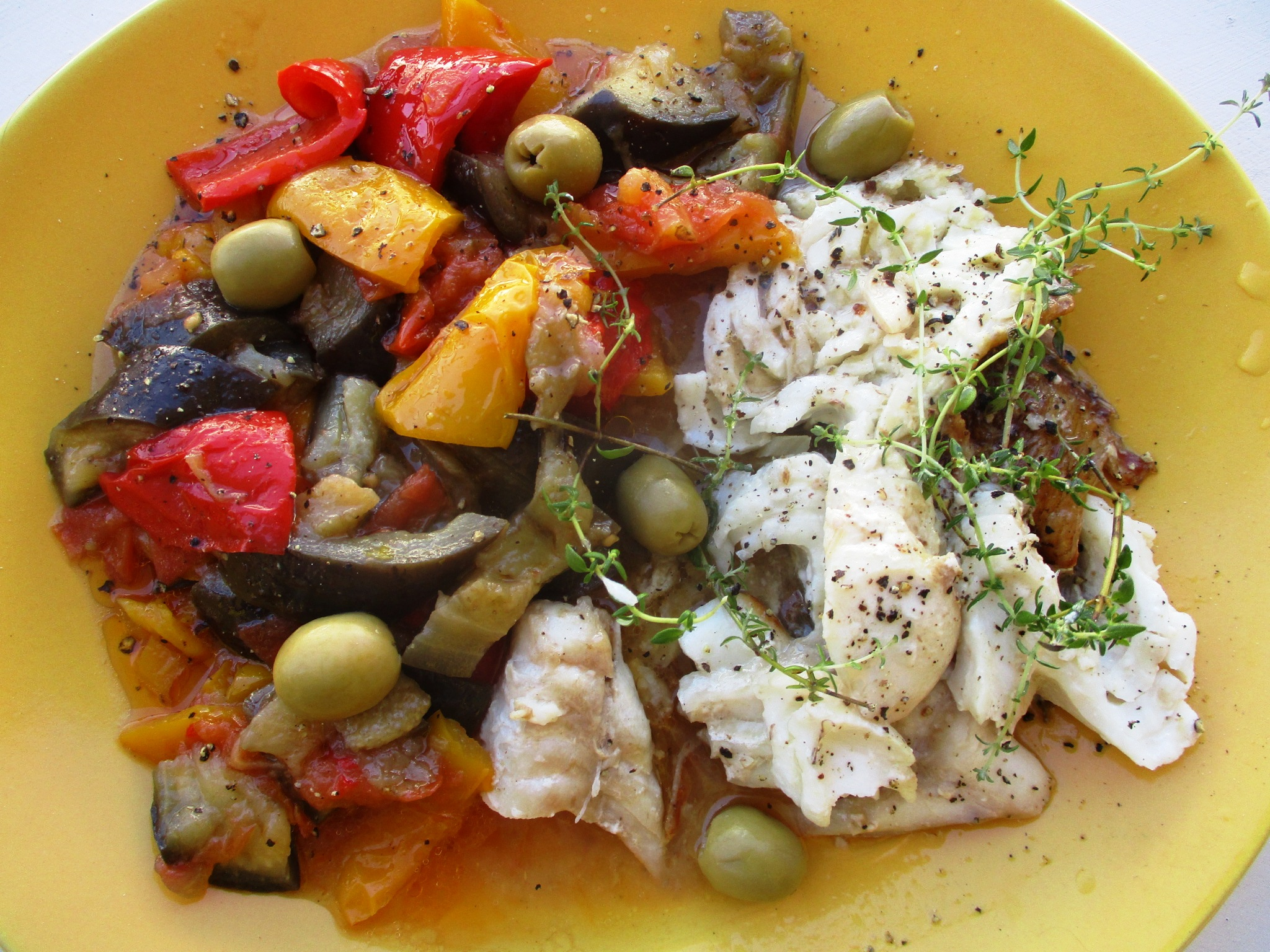
Rascasse et ratatouille des cuisine provençale et cuisine de la Provence méditerranéenne.

Il s'accouple et se reproduit entre mai et août.

## Gastronomie
Le chapon peut être pêché aussi bien à la ligne qu'à la palangre, au chalut, ou à l'arbalète de chasse sous-marine. Sa chair est très appréciée et utilisée dans diverses recettes de soupes de poisson, dont le cacciucco alla livornese, le suquet de peix de la cuisine catalane, ou la bouillabaisse marseillaise...

## Aquariophilie
Ce poisson est élevé exclusivement dans des aquariums publics.

## Philatélie
La Rascasse rouge est entre autres représentée sur des timbres :
- 1953 : du Sahara espagnol (valeur faciale 5+5 centimos, Y&T 95)
- 1966 : de Gibraltar (european sea angling championships).

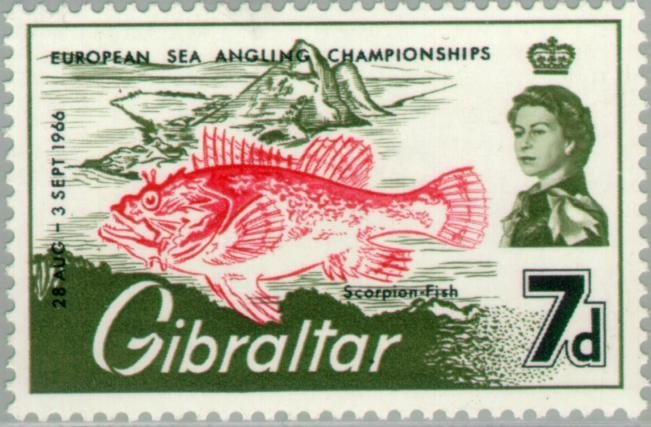